# Albrecht II. von Mutzschen
Albrecht II. von Mutzschen († 24. Juli 1266 in Löbnitz) war von 1258 bis 1266 Bischof von Meißen.
Albrecht II. von Mutzschen stammte aus dem Geschlecht von Mutzschen (später auch Motzin, siehe auch Mutzschen). Er war Domherr von Meißen und Propst von Wurzen. Er kam in der Zeit des Interregnums und des Thüringisch-hessischen Erbfolgekrieges auf den Bischofsstuhl.
Mit seinen Ausführungen über das Sterbedatum grenzt sich Machatschek von anderen Autoren ab, die einen anderen Todestag annahmen oder das Sterbejahr gar später datierten. Er wurde am 1. August 1266 im Meißner Dom bestattet. Fragmente seines Sarkophags sind erhalten geblieben. Er wurde im 18. Jahrhundert entdeckt und 1902 bei Ausgrabungen geborgen. Trotz fehlender Inschriften war eine Datierung möglich. Auf der Deckplatte ist eine Ritzzeichnung mit Mitra und Krummstab erkennbar.